# Walter Só Jobim
Walter Só Jobim (Porto Alegre, 26 de agosto de 1892 — Porto Alegre, 17 de fevereiro de 1974) foi um político brasileiro. Foi governador do Rio Grande do Sul entre 1947 e 1951, além de embaixador no Uruguai e deputado federal.

## Biografia
Filho de Labiano de Castro Jobim e de Alzira da Silva Só, foi casado com Ana Niederauer, com quem teve três filhos. Formado na Faculdade de Direito de Porto Alegre, foi indicado juiz em Santa Maria, onde depois foi promotor público e montou uma banca de advogado.
Participou da Revolução de 1923 ao lado da Aliança Libertadora, na Revolução de 1930, junto de Getúlio Vargas, e na Revolução de 1932, onde lutou ao lado dos paulistas, tendo que se exilar no Uruguai.
Durante o Estado Novo, foi nomeado Secretário de Viação e Obras Públicas do Rio Grande do Sul, cargo que ocupou de 1937 a 1943. Em 1946, durante o governo de transição de Pompílio Cylon Fernandes Rosa, foi nomeado para Secretário do Interior e Justiça. No ano seguinte, nas primeiras eleições para governador após a Ditadura Vargas, derrotou o favorito Alberto Pasqualini, do PTB, por cerca de 19 mil votos e elegeu-se no pleito de 19 de janeiro de 1947.
Seu mandato durou de 26 de março de 1947 a 31 de janeiro de 1951. Durante seu governo a Assembléia Legislativa aprovou nova Constituição Estadual, que incluia uma emenda, formulada pelo Partido Libertador mas apresentada pelos trabalhistas João Goulart e Leonel Brizola, que instituía o parlamentarismo no estado. Jobim recorreu no Supremo Tribunal Federal, que acabou por derrubar as emendas.
Também durante o governo de Walter Só Jobim foi realizada a Colonização Guarita, no noroeste do Rio Grande do Sul, às margens do Rio Guarita, nos municípios à época Palmeira das Missões e Três Passos, sob supervisão do professor Julio Ugarte y Ugarte.
Foi embaixador do Brasil no Uruguai (1951-1955). É avô do também político e ministro Nelson Jobim.

## Fonte de referência
- «Dicionário de Estrela, José Alfredo Schierholt»